# Whispering Night Productions
Whispering Night Productions (denominado también por su abreviación WNP) es un sello discográfico francés, centrado en black metal. Durante su trayectoria este sello ha grabado en total 11 álbumes y demos, para 4 cuatro bandas francesas.

## Álbumes editados
- 2006 - Satan Leads My Sword - Grim Landscape
- 2006 - Nostalgia - Fragments Of A Broken Past - Nocturnal Depression

## Demos editados
- 2002 - Infernal Hordes - Terra Mortis
- 2003 - Wallachian Visions - Grim Landscape
- 2004 - Religious Slaughter - Grim Landscape
- 2004 - Destruction Des Ames - Nihil
- 2004 - Near To The Stars - Nocturnal Depression
- 2004 - Suicidal Thoughts - Nocturnal Depression
- 2005 - Soundtrack For A Suicide - Nocturnal Depression
- 2005 - Fuck Off Parisian Black Metal Scene - Nocturnal Depression
- 2006 - Nocturnal Depression - Funeral RIP  - Nocturnal Depression